# Kama Maclean
Kama Maclean (* 27. April 1968) ist eine australische Historikerin.

## Leben
Sie erwarb den BA 1998 und den PhD 2003. Seit 2020 ist sie Professorin für Neuere Geschichte Südasiens am Südasien-Institut der Universität Heidelberg.

## Schriften (Auswahl)
- Pilgrimage and Power: the Kumbh Mela in Allahabad, 1765–2001. Oxford 2008.
- A Revolutionary History of Interwar India: Violence, Image, Voice and Text. New Delhi 2016.
- British India, White Australia: British India, White Australia: Overseas Indians, Intercolonial Relations and the Empire. Sydney 2020.